# Totalisator
Ein Totalisator ist ein mechanisches Gerät zur Bestimmung der Gewinnhöhen bei Wetten auf Pferderennen; im übertragenen Sinn bezeichnet Totalisator diese Wettart selbst. Die zugrundeliegende Methode wird auch beim Lotto, Toto u. Ä. angewendet.
Bei Wetten nach dem Totalisator-Prinzip wetten die Wett-Teilnehmer untereinander (französisch Pari mutuel) statt gegen einen Buchmacher.
Ein Buchmacher bietet Sportwetten zu festen Gewinnquoten, bei Wetten nach dem Totalisator-Prinzip sind die Gewinnhöhen von den Summen der Einsätze abhängig und stehen daher bei Abschluss der Wette noch nicht fest.

## Entwicklung

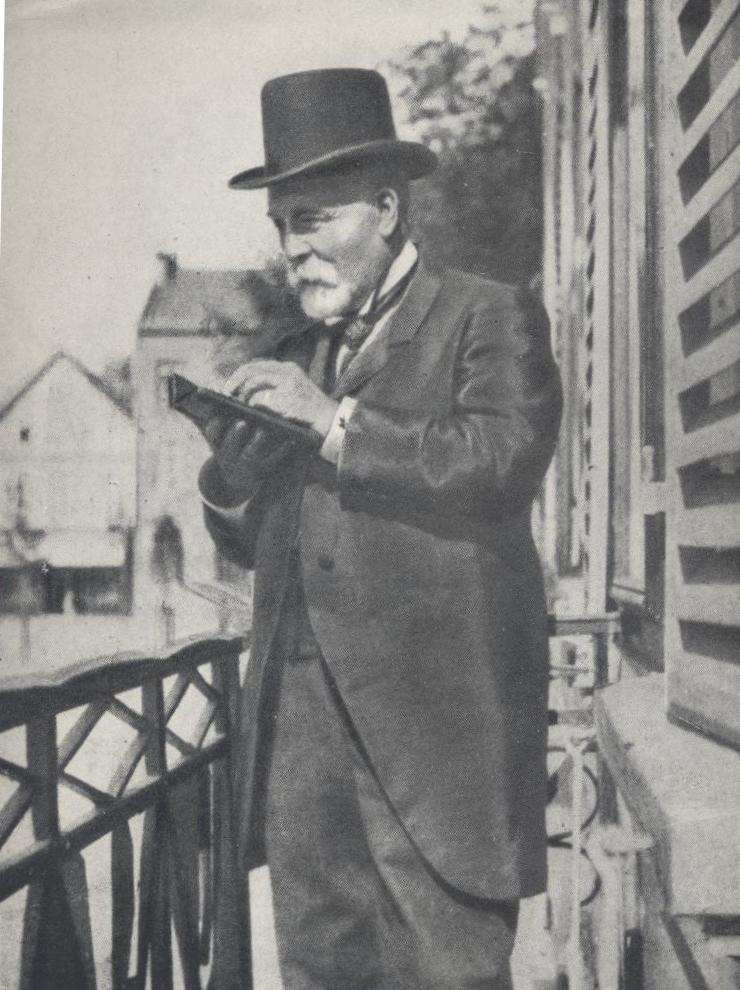
Joseph Oller, der Gründer des Moulin Rouge, wird manchmal als Erfinder des Totalisators genannt.

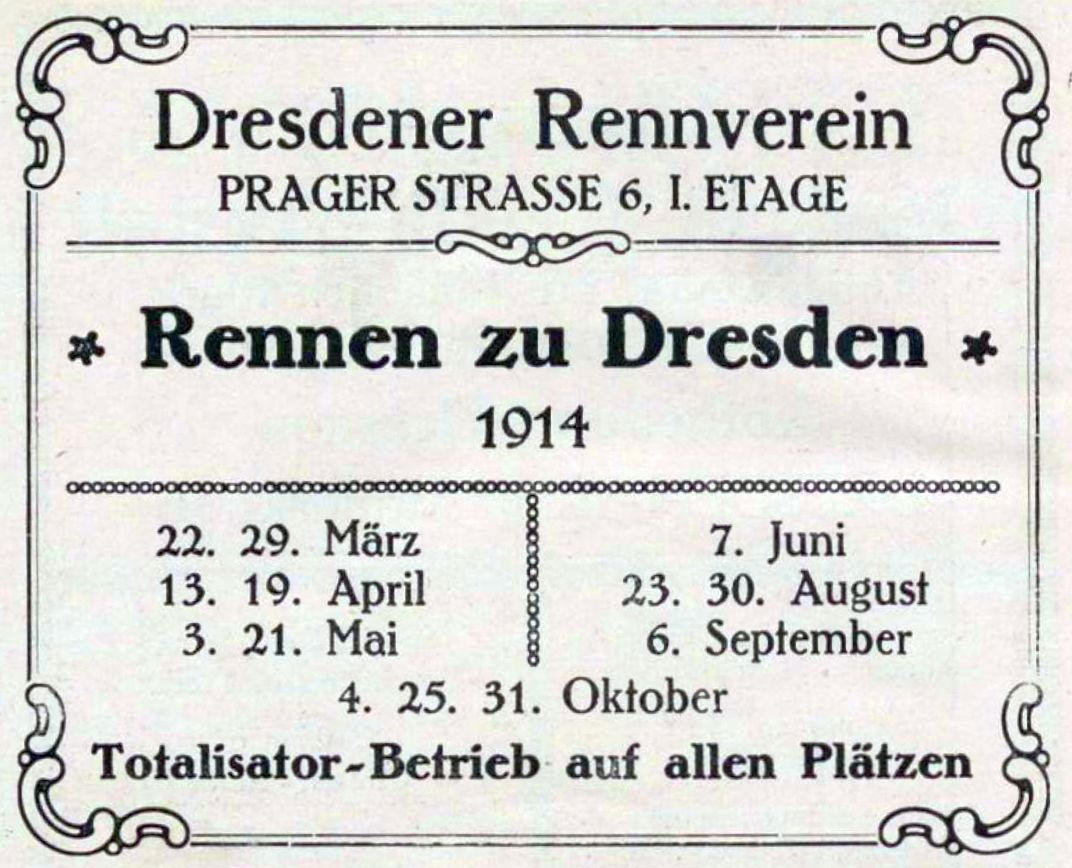
Werbung für Pferderennen in Dresden mit „Totalisator-Betrieb auf allen Plätzen“

Diese Wettart wurde um 1865 in Frankreich von Pierre Oller, einem Pariser Chemiker und Parfümhändler, erfunden; nach anderen Quellen wurde der Totalisator jedoch vom Rennbahnbesitzer und Gründer des Moulin Rouge Joseph Oller entwickelt. Diese Wettart wurde unter dem Namen pari-mutuel (dt. so viel wie „untereinander wetten“) bekannt; im englischen Sprachraum heißt diese Wette daher auch „parimutuel betting“. Dieses System wurde bald für den amtlichen Wettbetrieb an allen bedeutenden Rennplätzen der Welt übernommen.
Der Wette am Totalisator ähnlich ist die Calcutta-Auktion (auch: Pool selling), die als Vorläufer angesehen werden kann.
Als erster Totalisator in Deutschland gilt ein kleines Holzhäuschen beim Großen Hamburger Handicap 1870, in welchem der Wettbetrieb für diesen Renntag abgewickelt wurde. Damit nutzten die Veranstalter eine Chance, ihre Einnahmen zu erhöhen, da die Renntage bis zum Norddeutschen Derby 1869 immer mehr Volksfestcharakter bekamen.
Das deutsche Reichsgericht entschied am 29. April 1882, dass das Buchmachen bei Pferderennen und das Wetten am Totalisator als Glücksspiel zu betrachten sei.
Der Australier George Julius von Julius Poole & Gibson Pty Ltd. erfand den ersten mechanischen Totalisator, der im Jahr 1913 erstmals auf der Pferderennbahn in Ellerslie (Neuseeland) eingesetzt wurde. Der erste Totalisator in den Vereinigten Staaten ging in Chicago 1933 auf der „Arlington Parkrennbahn“ in Betrieb.
Julius, der später geadelt wurde, gründete im Jahre 1917 die „Automatic Totalisators Ltd. (ATL)“ und baute nun elektromechanische Totalisatorautomaten. Der erste vollständige elektronische Totalisator wurde 1966 entwickelt. Anfang der 1970er Jahre verwendete beinahe jede größere Rennbahn einen ATL-Totalisator.
Totalisatorwetten können heute nicht nur am Rennplatz („on track betting“), sondern auch in Wettbüros abgeschlossen werden. Der Unternehmer des Wettbüros agiert dann aber nicht als Buchmacher, da er ja nicht Wettgegner ist, sondern als bloßer Vermittler von Wetten, als sogenannter „Totalisateur“ [sic].
Rennen können heute live via Internetstream oder auf eigenen Spartenkanälen im Fernsehen mitverfolgt werden, und so nehmen die im Internet abgegebenen Wetten einen ständig wachsenden Anteil am Gesamtumsatz ein.

## Totalisatorquoten

### Siegwetten
Im einfachsten Fall der Wette auf Sieg errechnet sich die Quote für ein bestimmtes Pferd als Quotient aus der Summe aller Einsätze abzüglich Steuern etc. und der Summe der Einsätze auf das gesetzte Pferd.
Beispiel: Auf das Siegerpferd Cherry wurden € 2.000, auf alle Starter insgesamt € 6.000 gesetzt. Dieser Betrag, der sogenannte Gross pool, wird nun um den sogenannten Take out, ca. 1/6, vermindert, sodass ein Net pool von € 5.000 an die Gewinner ausgeschüttet wird. Die Ausschüttungsquote beträgt also 5/6 oder 83,3 %.
Die Gewinnquote errechnet sich somit zu 5.000 / 2.000 = 2,50. Die so bestimmten Quoten werden häufig auf 1/20 abgerundet (Breakage) – in diesem Beispiel ergibt sich jedoch ein exakter Wert, sodass keine Rundung vorgenommen werden muss.
Ein Wett-Teilnehmer, der z. B. € 20 auf Cherry gesetzt hat, erhält 2,50 · € 20 = € 50 zurück, sein Reingewinn beträgt € 30.
Da bis zum Start des Rennens Wetten angenommen werden, ist die Quote bei Abschluss der Wette noch nicht bekannt, es können daher immer nur die so genannten Eventualquoten, i. e. vorläufige Quoten, angezeigt werden. Diese Eigenart ist kennzeichnend für alle Wetten am Totalisator; zum Unterschied: Bei einer Buchmacher-Wette steht die Quote bei Abschluss der Wette fest.

### Platzwetten
Die Berechnung der Quoten bei Platzwetten sei anhand des folgenden Beispiels mit drei Platzrängen erläutert.
Beispiel: Auf die drei platzierten Pferde Cherry, Black Dream und Morning Star wurden € 2.000, € 1.000 und € 800, auf alle Starter insgesamt € 6.000 gesetzt. Dieser Betrag wird nun wieder um den sogenannten Take out vermindert, sodass € 5.000 an die Gewinner ausgeschüttet werden. Von diesem Betrag wird nun die Summe der gewinnenden Einsätze, also € 3.800 abgezogen, die verbleibenden € 1.200 werden nun auf drei Töpfe zu € 400 aufgeteilt.
Die Netto-Quote für Cherry beträgt somit 400 / 2.000 = 0,20; die Brutto-Quote erhält man durch Addition von 1, sie beträgt daher 1,20. Ein Wett-Teilnehmer, der z. B. € 20 auf Cherry gesetzt hat, erhält 1,20 · € 20 = € 24 zurück, sein Reingewinn beträgt € 4 oder 0,20 · € 20.
Analog errechnen sich die Platzquoten für Black Dream und Morning Star zu 1,40 bzw. 1,50.
Vor dem Start können keine vorläufigen Platzquoten bekanntgegeben werden, da die Platzquote eines Pferdes ganz wesentlich davon abhängt, welche Pferde die weiteren Preisränge belegen:
Erreicht ein Pferd eine Platzierung und sind die anderen Plätze von Außenseitern belegt, so ist die Platzquote am höchsten. Werden die übrigen Plätze jedoch von Favoriten eingenommen, so ist die Platzquote niedrig.
Es kommt gelegentlich vor, wenn die Plätze ausschließlich von vom Wettpublikum stark favorisierten Pferden belegt werden, dass die Summe der Einsätze auf die platzierten Pferde den Net pool übertrifft. In diesem Fall spricht man von einem Minus pool, und es ergäbe sich eine Platzquote kleiner als eins: Ein Wett-Teilnehmer würde somit – trotz seiner richtigen Vorhersage – nicht einmal seinen Einsatz zurückerhalten. Die Quote wird nun – zu Lasten des Veranstalters – mit 1,05 festgesetzt, sodass der Wett-Teilnehmer zumindest einen kleinen Gewinn erzielt. Dies ist jedoch nicht allgemein üblich, in Deutschland etwa wird lediglich der Einsatz rückerstattet (10 für 10).
Zur Berechnung der Sieg- bzw. Platzquoten im Falle von ex aequo-Platzierungen siehe Totes Rennen